# 小田剛
小田 剛（おだ たけし、1948年 - ）は、日本の国文学者。
京都市生まれ。神戸大学大学院文学研究科修士課程(国文学専攻)修了。京都府立桂高等学校教諭、92年京都府立向陽高等学校教諭、2004年京都府立乙訓高等学校教諭、2010年大阪府立交野高等学校非常勤講師、2011年龍谷大学仏教文化研究所客員研究員。専攻は中世和歌文学。

## 著書
- 『式子内親王全歌注釈』和泉書院 1995 ISBN 978-4787968029
- 『守覚法親王全歌注釈』和泉書院 2001
- 『小侍従全歌注釈』和泉書院 2004
- 『二条院讃岐全歌注釈』和泉書院 2007
- 『定家正治百首、御室五十首、院五十首注釈』和泉書院 2009
- 『実国・師光全歌注釈』思文閣出版 2009
- 『定家早率、重早率、十題百首注釈』和泉書院 2010
- 『定家初学百首、韻歌百二十八首、千五百番歌合百首、内大臣家百首注釈』武蔵野書院 2012
- 『式子内親王 その生涯と和歌』2012 新典社選書

## 論文
- 小田剛「「見渡せば花も紅葉もなかりけり……」:その象徴性について」『国文学研究ノート』第3号、神戸大学、1973年12月、17-27頁、ISSN 03858189、NAID 110009575321。
- 小田剛「「花は散りその色となくながむれば……」 : 式子内親王、生と表象」『国文学研究ノート』第5号、神戸大学、1975年6月、1-13頁、ISSN 03858189、NAID 110009576993。
- 小田剛「定家・初期の花の歌の特徴について」『滋賀大國文』第14巻、滋賀大学、1976年、8-15頁、ISSN 02866803、NAID 110001053028。
- 小田剛「藤原定家序論 : 新古今後期の花の歌の意識と現実を中心として」『国文学研究ノート』第7号、神戸大学、1976年10月、11-26頁、ISSN 03858189、NAID 110009588088。
- 小田剛「式子内親王と源氏物語--本説歌の特徴について (三原研田先生退官記念特集号)」『滋賀大国文』第18号、滋賀大学、1980年、p58-65、ISSN 02866803、NAID 110000987651。
- 小田剛「式子内親王と「近き世」の歌」『国文学研究ノート / 神戸大学「研究ノート」の会』第14号、1981年11月、31-48頁、doi:10.24546/81012227、ISSN 0385-8189、NAID 120006867219。
- 小田剛「式子内親王、正治百首における本歌取りの特徴 : 三代集を中心として」『国文学研究ノート / 神戸大学「研究ノート」の会』第15号、1982年12月、11-25頁、doi:10.24546/81012233、ISSN 0385-8189、NAID 120006867224。
- 小田 剛「式子内親王と三百六十番歌合」『滋賀大国文』第22号、滋賀大学、1984年、p37-51、ISSN 02866803、NAID 110000971877。
- 小田剛「式子内親王歌の達成 : 正治百首の新古今所収歌を中心として」『国文学研究ノート / 神戸大学「研究ノート」の会』第17号、1984年6月、13-30頁、doi:10.24546/81012243、ISSN 0385-8189、NAID 120006867232。
- 小田剛「式子内親王,正治百首の一断面」『滋賀大国文』第23号、滋賀大学、1985年、p38-46、ISSN 02866803、NAID 110000970696。
- 小田剛「式子内親王 : 詞の面よりみた三つの百首の性格」『国文学研究ノート / 神戸大学「研究ノート」の会』第18号、1985年9月、27-54頁、doi:10.24546/81012249、ISSN 0385-8189、NAID 120006867237。
- 小田剛「式子内親王の「薫る」 : 新風歌人としての側面」『国文学研究ノート / 神戸大学「研究ノート」の会』第21号、1988年3月、1-14頁、doi:10.24546/81012263、ISSN 0385-8189、NAID 120006867248。
- 小田剛「式子内親玉と定家の歌 : その影響と方法」『国文学研究ノート / 神戸大学「研究ノート」の会』第26号、1991年9月、1-16頁、doi:10.24546/81012286、ISSN 0385-8189、NAID 120006867267。
- 小田 剛「守覚法親王全歌注釈 (1)」『国文学研究ノート / 神戸大学「研究ノート」の会』第30号、1996年1月、61-73頁、doi:10.24546/81012311、ISSN 0385-8189、NAID 120006867288。
- 小田剛「守覚法親王全歌注釈 (2)」『国文学研究ノート / 神戸大学「研究ノート」の会』第31号、1996年11月、61-75頁、doi:10.24546/81012318、ISSN 0385-8189、NAID 120006867293。
- 小田剛「小侍従集注釈 (1)」『国文学研究ノート / 神戸大学「研究ノート」の会』第33号、1998年11月、1-13頁、doi:10.24546/81012326、ISSN 0385-8189、NAID 120006867299。
- 小田剛「小侍従集注釈 (2)」『国文学研究ノート / 神戸大学「研究ノート」の会』第35号、2000年11月、37-48頁、doi:10.24546/81012339、ISSN 0385-8189、NAID 120006867310。
- 小田剛「『式子内親王集』校異一覧(1)」『滋賀大国文』第43号、滋賀大学、2005年7月、51-60頁、ISSN 02866803、NAID 110001829346。
- 小田剛「『式子内親王集』校異一覧(2)」『滋賀大国文』第44号、滋賀大学、2006年7月、31-40頁、ISSN 02866803、NAID 110007007406。
- 小田剛「『式子内親王集』校異一覧(3) 付、式子内親王の「花は散り」と「花は散りて」」『滋賀大国文』第45号、滋賀大学、2007年7月、19-28頁、ISSN 02866803、NAID 110007016968。
- 小田剛「『式子内親王集』校異一覧(4)」『滋賀大国文』第46号、滋賀大学、2008年7月、19-28頁、ISSN 02866803、NAID 110007017064。
- 小田剛「定家 初学百首注釈(1)」『滋賀大国文』第47号、滋賀大国文会、2009年8月、19-32頁、ISSN 02866803、NAID 40016823487。
- 小田剛「定家 韻歌百二十八首和歌注釈(1)」『滋賀大国文』第48号、滋賀大国文会、2011年1月、1-14頁、ISSN 02866803、NAID 40018737853。

## 参考
- 勤務校の変遷はCinii論文で確認した[要出典]。